# مکسیم براهارو
مکسیم براهارو (اوکراینی: Максим Ігорович Брагару؛ زادهٔ ۲۱ ژوئیهٔ ۲۰۰۲) بازیکن فوتبال اهل اوکراین است.
از باشگاه‌هایی که در آن بازی کرده‌است می‌توان به باشگاه فوتبال چورنومورتس اودسا اشاره کرد.
وی همچنین در تیم ملی فوتبال زیر ۲۱ سال اوکراین بازی کرده‌است.